# 山形兜跳蛛
山形兜跳蛛（学名：Ptocasius montiformis）为跳蛛科兜跳蛛属的动物。在中国大陆，分布于云南等地。该物种的模式产地在云南勐腊。